# Jean Tissier
Jean Tissier (* 1. April 1896 in Paris; † 31. März 1973 in Granville) war ein französischer Schauspieler.

## Leben und Wirken
Tissier arbeitete zunächst als Journalist und wurde nach dem Ende des Ersten Weltkrieges Schauspieler. Er trat in Revuen und Music Halls auf und wirkte ab 1934 in Filmen mit. Als kauziger und vertrottelter Phlegmatiker wurde er zu einem der meistbeschäftigten und bekanntesten Kino-Chargen Frankreichs.
Zuweilen konnte er sich als gefährlicher Verbrecher verkörpern wie in Der Mörder wohnt Nr. 21, ausnahmsweise übernahm er Hauptrollen. 1945 schrieb Tissier seine Memoiren unter dem Titel Sans maquillage.

## Filmografie (Auswahl)
- 1938: Carrefour
- 1939: Diebe und Liebe (Battement de coeur)
- 1939: Aber mein Hans, der kann's (Le Grand élan)
- 1939: Dezembernacht (Nuit de décembre)
- 1940: Diebe und Liebe (Battement de cœur)
- 1941: Ihr erstes Rendezvous (Premier rendez-vous)
- 1941: Sie waren Sechs (Le Dernier des six)
- 1942: Meine größte Liebe (La Femme que j’ai le plus aimée)
- 1942: Das unheimliche Haus (Les Inconnus dans la maison)
- 1942: Der Mörder wohnt Nr. 21 (L’Assassin habite… au 21)
- 1945: Ich zahle nie! (Le Roi des resquilleurs)
- 1946: Die Gräfin von Lunegarde (Lunegarde)
- 1946: Abenteuer am Königshof (Le Capitan)
- 1947: Casanova (Les Aventures de Casanova)
- 1947: Hochstapler an Bord (Rendez-vous à Paris)
- 1947: SOS – 11 Uhr nachts (La Dame d’onze heures)
- 1949: Die Guillotine ist weg (La Veuve et l’innocent)
- 1950: Die naive Sünderin (Minne, l’ingénue libertine)
- 1950: Steppenrache (Vendetta en Camargue)
- 1950: Der Göttergatte (Prima comunione)
- 1950: Dein Weg ist Dir bestimmt (Quai de Grenelle)
- 1951: Messalina (Messalina)
- 1953: Mein Leben für die Liebe (Un caprice de Caroline chérie)
- 1954: Versailles – Könige und Frauen (Si Versailles m'était conté)
- 1954: Die Insel der Frauen (L’Île aux femmes nues)
- 1954: Das ist Pariser Leben (C’est la vie parisienne)
- 1954: Papa, Mama, Katrin und ich (Papa, maman, la bonne et moi…)
- 1954: Der Graf und die drei Musketiere (Il visconte di Bragelonne)
- 1955: Papa, Mama, meine Frau und ich (Papa, maman, ma femme et moi…)
- 1955: Skandal in Paris (La Môme Pigalle)
- 1956: … und immer lockt das Weib (Et Dieu… créa la femme)
- 1956: Der Glöckner von Notre Dame (Notre-Dame de Paris)
- 1957: Frühling in Paris (Printemps à Paris)
- 1957: Die Abenteurerin von Paris (L’Aventurière des Champs-Élysées)
- 1958: Kommissar Maigret stellt eine Falle (Maigret tend un piège)
- 1958: Das Leben zu zweit (La Vie à deux)
- 1960: Sklavinen der Pirateninsel (Marie des Isles)
- 1960: Candide oder der Optimismus im 20. Jahrhundert (Candide ou l’optimisme au XXe siècle)
- 1961: Speisekarte der Liebe (Les Godelureaux)
- 1961: Das Bett des Königs (Vive Henri IV… vive l’amour!)
- 1961: In Freiheit dressiert (La Bride sur le cou)
- 1963: Gelegenheitsarbeiter (Les Bricoleurs)
- 1963: Das Mädchen Ariane (Strip-tease)
- 1963: Den Seinen gibt's der Herr… (Un drôle de paroissien)
- 1964: Helle Stimmen (Le Voci bianche)
- 1964: Interpol jagt leichte Mädchen (Requiem pour un caïd)
- 1966: Blüten, Gauner und die Nacht von Nizza (Le jardinier d’Argenteuil)
- 1967: Geheimnisse in goldenen Nylons (Deux billets pour Mexico)
- 1967: Allô Police (Fernsehserie, 1 Folge)
- 1968: Die große Aktion (La grande lessive)
- 1971: Der Sträfling und die Witwe (La Veuve Couderc)